# Tropenat
En tropenat optræder ifølge definitionen fra DMI i Danmark, når temperaturen i et helt døgn – og altså også om natten – ikke kommer under 20 °C.
I 2006 oplevede Danmark den tidligste tropenat den 10. juli, mens den første i 2008 kom natten til den 27. juli. 
Christiansø er indehaver af temperaturrekorden for tropenætter i Danmark; Den blev sat natten til den 26. august 1997, hvor temperaturen ikke nåede under 23,0°.